# Остерський провулок (Київ)
Осте́рський прову́лок — провулок у Дніпровському районі міста Києва, місцевість ДВРЗ. Пролягає від Марганецької до Опришківської вулиці.

## Історія
Провулок виник у середині XX століття під назвою 624-та Нова вулиця. Сучасна назва — з 1953 року. 